# لوچانو مارانگون
لوچانو مارانگون (به ایتالیایی: Luciano Marangon) بازیکن فوتبال اهل ایتالیا است که از سال ۱۹۸۲ میلادی عضو تیم ملی فوتبال ایتالیا بوده و در ۱ بازی ملی حضور داشته‌است. او در بازی‌های ملی‌اش گلی به ثمر نرساند.
لوچانو مارانگون آخرین بازی ملی خود را در سال ۱۹۸۲ میلادی انجام داد.